# (8751) Nigricollis
(8751) Nigricollis (2594 P-L) – planetoida z pasa głównego asteroid okrążająca Słońce w ciągu 4,93 lat w średniej odległości 2,9 au. Odkryta 24 września 1960 roku.